# Flagge Madagaskars

Standarte des Präsidenten Madagaskars

Die Flagge Madagaskars wurde am 21. Oktober 1958 offiziell eingeführt.

## Bedeutung
In der modernen Lesart symbolisiert Weiß Reinheit, Rot repräsentiert die Souveränität und Grün steht für die Hoffnung.

## Geschichte
Die Flagge von Madagaskar basiert auf den weiß-roten Farben des Hova-Reiches. Diese Farben stammen vermutlich ursprünglich aus Südostasien, wie sie heute noch in der Indonesischen Flagge zu sehen sind. Das Grün wurde für die Küstenbewohner hinzugefügt. Historisch gesehen steht das Rot für das Fürstengeschlecht Volamena, das Weiß für das Fürstengeschlecht Volafotsy. Die heutige Flagge wurde nach einem Wettbewerb ausgewählt.

2:3  Flagge des französischen Protektorats Madagaskar von 1885 bis 1896
2:3  Französische Trikolore als Flagge der Kolonie Madagaskar von 1896 bis 1958